# Кузьменко Марія Федорівна
Марія Федорівна Кузьменко (15 жовтня 1895 , Устимівка, Хорольський повіт  — 1972 , Устимівка, Полтавська область ) — колгоспниця, свинарка колгоспу «Більшовик» Семенівського району, Полтавська область, Герой Соціалістичної Праці (1949).

## Біографія
Народилася Марія Кузьменко 15 жовтня 1895 року у селянській родині у селі Устимівка. Здобула початкову освіту. Працювала у господарстві своїх батьків. З 1917 року працювала за наймом і після організації в селі Устимівка колгоспу «Більшовик» працювала в ньому за нарядом. Під час німецької окупації працювала на громадському подвір'ї. Після німецько-радянської війни брала участь у відновленні колгоспного господарства. З 1946 року — свинарка на колгоспній свинофермі. Пізніше працювала завідувачкою цієї ж свиноферми.
У 1948 році виростила в середньому по 26 поросят від семи свиноматок. У 1949 році удостоєна звання Героя Соціалістичної Праці «за отримання високої продуктивності тваринництва в 1948 при виконанні колгоспом обов'язкових поставок сільськогосподарських продуктів і плану розвитку тваринництва за всіма видами худоби».
1957 року вийшла на пенсію. Мешкала в рідному селі, де померла 1972 року на 77-у році життя.

## Нагороди
- Герой Соціалістичної Праці — указом Президії Верховної Ради СРСР від 24 червня 1949 року
- Орден Леніна